# Acrolophus cervicolor
Acrolophus cervicolor är en fjärilsart som beskrevs av Edward Meyrick 1931. Acrolophus cervicolor ingår i släktet Acrolophus och familjen Acrolophidae. Inga underarter finns listade i Catalogue of Life.